# Psiloderces mulcatus
Psiloderces mulcatus är en spindelart som först beskrevs av Brignoli 1973.  Psiloderces mulcatus ingår i släktet Psiloderces och familjen Ochyroceratidae.
Artens utbredningsområde är Nepal. Inga underarter finns listade i Catalogue of Life.